# Álvaro Corrada del Rio

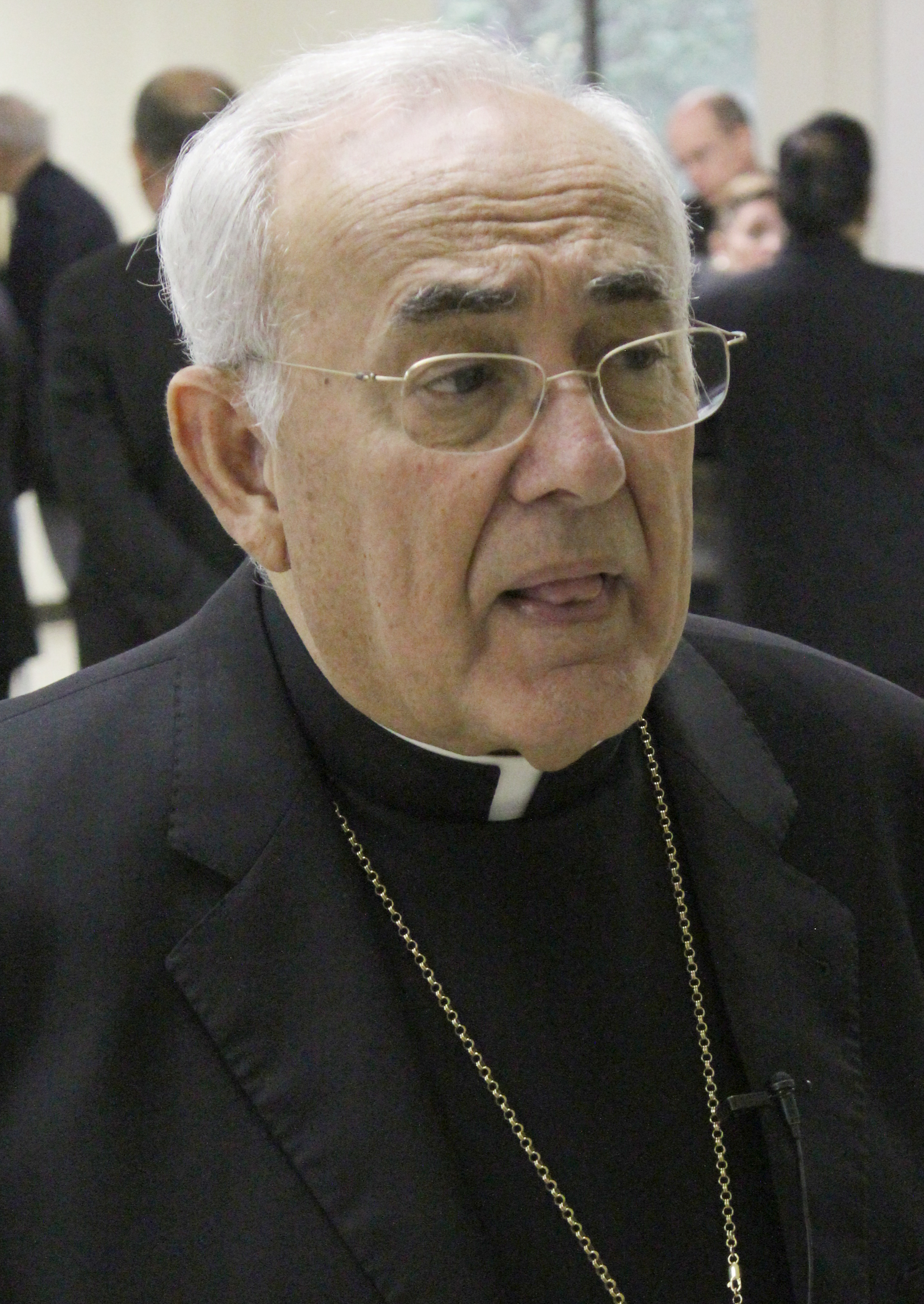
Álvaro Corrada del Rio

Álvaro Corrada del Rio SJ (* 13. Mai 1942 in Santurce, Puerto Rico) ist ein puerto-ricanischer Ordensgeistlicher und emeritierter römisch-katholischer Bischof von Mayagüez.

## Leben
Álvaro Corrada del Rio trat in die Ordensgemeinschaft der Jesuiten ein und empfing am 6. Juli 1974 durch den Bischof von Arecibo, Miguel Rodriguez Rodriguez CSsR, das Sakrament der Priesterweihe.
Am 31. Mai 1985 ernannte ihn Papst Johannes Paul II. zum Titularbischof von Rusticiana und zum Weihbischof in Washington. Der Erzbischof von Washington, James Aloysius Hickey, spendete ihm am 4. August desselben Jahres die Bischofsweihe; Mitkonsekratoren waren die Weihbischöfe in Washington, Thomas William Lyons und Eugene Antonio Marino SSJ. Am 5. Juli 1997 wurde Álvaro Corrada del Rio zum Apostolischen Administrator von Caguas bestellt.
Am 5. Dezember 2000 wurde er zum Bischof von Tyler ernannt und am 30. Januar des nächsten Jahres in das Amt eingeführt. Am 6. Juli 2011 ernannte ihn Papst Benedikt XVI. zum Bischof von Mayagüez und er wurde im September 2011 desselben Jahres in das Amt eingeführt. Bis zur Bischofsweihe seines Nachfolgers am 28. November 2012 verwaltete er das Bistum Tyler weiter als Apostolischer Administrator.
Papst Franziskus nahm am 9. Mai 2020 seinen altersbedingten Rücktritt an. Vom 9. März bis zum 17. Oktober 2022 leitete Corrada del Rio das vakante Bistum Arecibo als Apostolischer Administrator.